# Gabarret
Gabarret é uma comuna francesa na região administrativa da Nova Aquitânia, no departamento Landes. Estende-se por uma área de 16,9 km². Em 2010 a comuna tinha 1 534 habitantes (densidade: 90,8 hab./km²).